# Christine Bulliard-Marbach
Christine Bulliard-Marbach, née le 13 octobre 1959 à Berne (originaire de Gibloux), est une personnalité politique suisse, membre du Centre. 
Elle est députée du canton de Fribourg au Conseil national depuis décembre 2011.

## Biographie
Christine Bulliard-Marbach naît Christine Marbach le 13 octobre 1959 à Berne. Elle est originaire de Gibloux, dans le district fribourgeois de la Sarine. Elle a une sœur.
Son père, agriculteur à Ueberstorf dans le district de la Singine, décède alors qu'elle est âgée de 5 ans. Le domaine agricole est alors loué et la famille part vivre dans une autre commune du district, Guin.
Après une formation d'enseignante, elle reprend l'exploitation de feu son père avec un agriculteur,. Le domaine fait exclusivement de la culture de céréales.
Elle est mariée et mère de trois enfants. Son époux, Daniel Bulliard, est administrateur d'une agence immobilière,,.

## Parcours politique
Depuis 1996[réf. souhaitée], elle siège au Conseil communal d'Ueberstorf, dans le district de la Singine. En 2006, elle accède à la syndicature[réf. souhaitée].
Elle est élue députée au Grand Conseil fribourgeois lors des élections du 11 novembre 2001. Représentante du cercle électoral de la Singine, elle est réélue en 2006, jusqu'en novembre 2011.
Elle est conseillère nationale depuis le 5 décembre 2011 (réélue en 2015, 2019 et 2023). Elle siège au sein de la Commission de la science, de l'éducation et de la culture (CSEC) jusqu'à la fin 2019 (et la préside à partir de la fin 2017), puis au sein de la Commission de l'environnement, de l'aménagement du territoire et de l'énergie (CEATE) et de la Commission de politique extérieure (CPE).
En 2015, elle est élue au conseil d'administration de la Clinique Générale Saint-Anne à Fribourg.